# Lomas (Spanje)

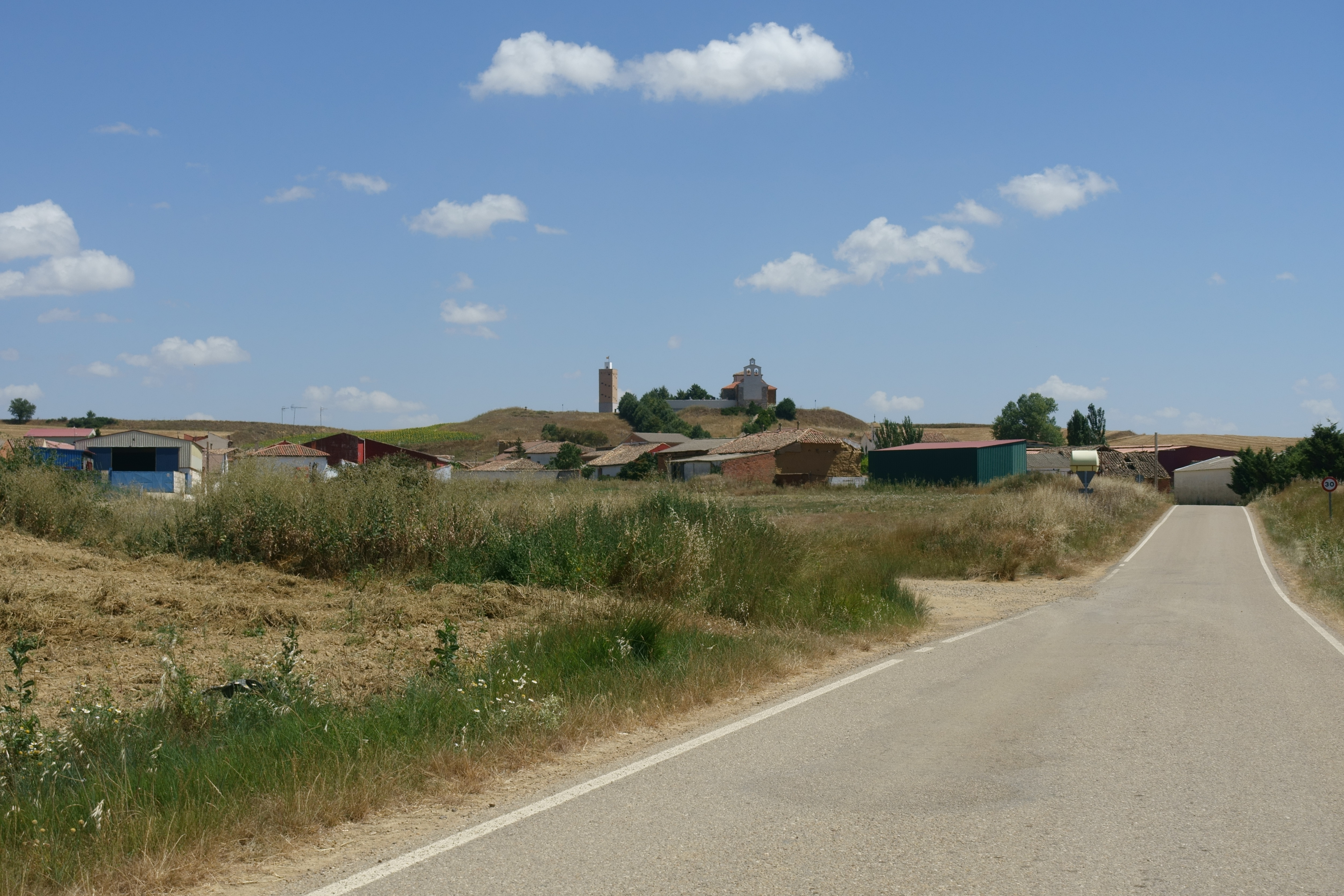
Zicht op Lomas

Lomas is een gemeente in de Spaanse provincie Palencia in de regio Castilië en León met een oppervlakte van 17,07 km². Lomas telt 55 inwoners (1 januari 2016).

## Demografische ontwikkeling
Bron: INE, 1857-2011: volkstellingen